# Dønna
Dønna es un municipio e isla de la provincia de Nordland, en Noruega. La capital municipal es el pueblo de Solfjellsjøen. Otros pueblos en el municipio son Bjørn, Dønnes, Hestad, Sandåker y Vandve.
A 1 de enero de 2015 tiene 1407 habitantes.
El topónimo de la isla en nórdico antiguo era Dyn y probablemente deriva del verbo dynja ("rugir"), en referencia al oleaje del mar que rodea a la isla. El municipio fue creado en 1962 mediante la fusión del municipio de Nordvik con partes de Herøy y Nesna y la mayor parte del término de Dønnes.
Se ubica en la desembocadura del fiordo Ranfjord, en el distrito tradicional del Helgeland. El municipio comprende, además de la propia isla de Dønna, islas menores como Løkta, Vandve y las Åsvær.